# Fumo bianco
Fumo bianco è un singolo della rapper italiana Chadia Rodríguez, pubblicato l'8 giugno 2018 come secondo estratto dall'EP di debutto Avere 20 anni.

## Tracce
1. Fumo bianco – 4:12